# Родионов, Анатолий Иванович
Анатолий Иванович Родионов (19 ноября 1908, Верхнее Карачево, Уфимская губерния — 6 октября 1980, Москва) — советский флотоводец, контр-адмирал (1949), кандидат военно-морских наук (1970).

## Биография
Родился в деревне Верхнее Карачево, ныне Актанышского района Татарстана в чувашской семье. Учился в чебоксарской школе № 1.
Служил в ВМФ с 1927 г. Окончил Военно-морское училище им. М. В. Фрунзе (период учёбы октябрь 1927 — февраль 1931), командный класс Учебного отряда подводного плавания (май — октябрь 1932), Академические курсы офицерского состава при Военно-морской академии им. К. Е. Ворошилова (ноябрь 1947 — ноябрь 1948), военно-морской факультет Высшей военной академии им. К. Е. Ворошилова (декабрь 1950 — февраль 1952).
В апреле—июне 1931 — помощник вахтенного начальника тральщика № 12 «Доротея»; в июне 1931 — феврале 1932 — вахтенный начальник подводной лодки «Шахтер», октябрь—декабрь 1932 — дублер помощника командира той же подводной лодки.
В декабре 1933 — июне 1934 помощник командира подводных лодок «Чартист», «Карбонарий» (декабрь 1933 — июнь 1934) Морских сил Чёрного моря. Командир подводных лодок М-27 (июнь — декабрь 1934), М-13 (декабрь 1934 — март 1937), Щ-113 (март 1937 — май 1938).
В мае 1938 — апреле 1939 — командир 23-го дивизиона подводных лодок, в апреле 1939 — апреле 1942 — начальник штаба 1-й бригады подводных лодок, апрель 1942 — июнь 1944 — командир той же бригады подводных лодок Тихоокеанского флота.
В июне 1944 — феврале 1945 — в распоряжении РУ Главного морского штаба. В феврале—декабре 1945 — помощник военно-морского атташе при посольстве СССР в Японии с фактическим исполнением обязанностей атташе.

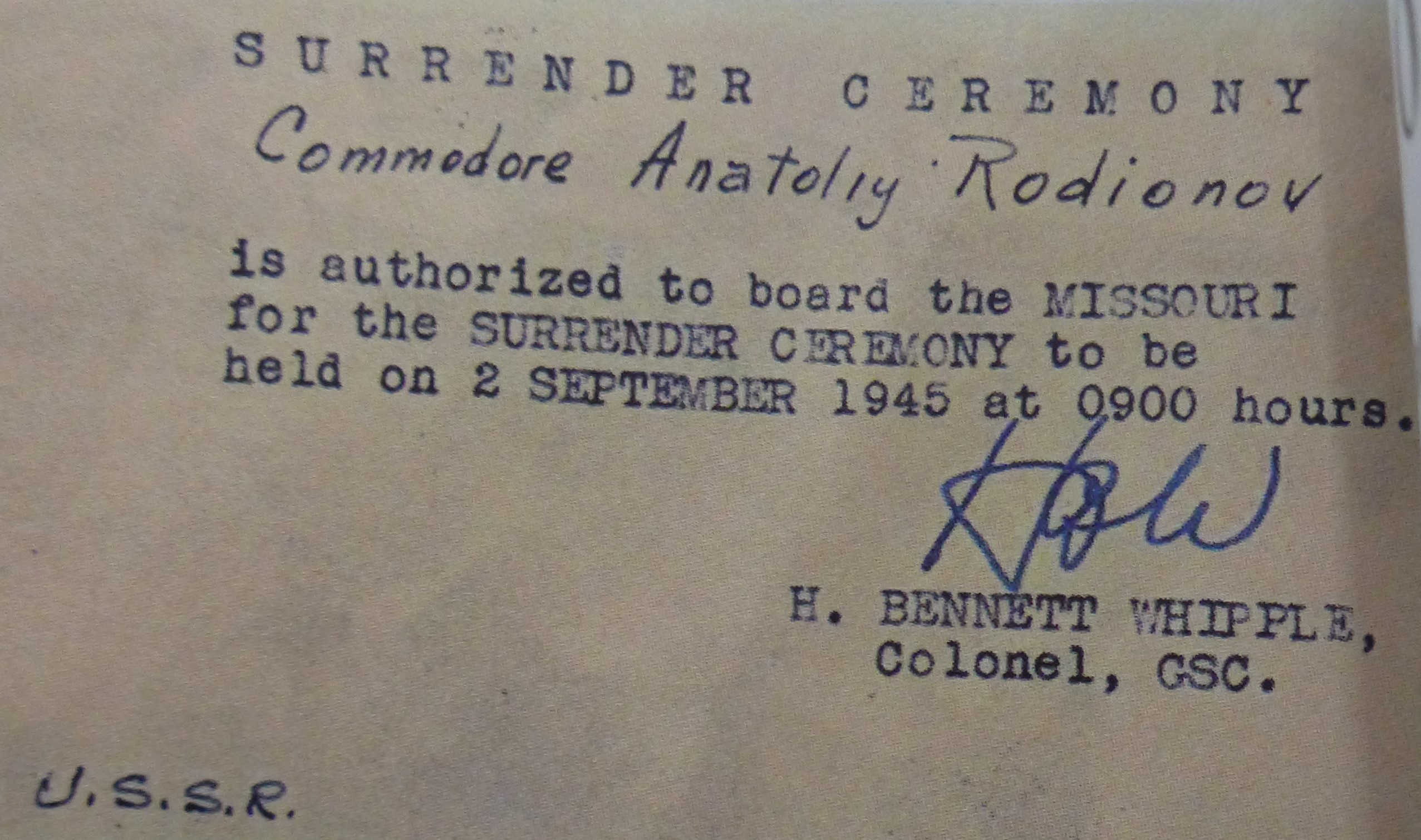
Приглашение Родионову на церемонию подписания акта о капитуляции Японии

С января 1945 г. — военно-морской атташе при посольстве СССР в Японии. Присутствовал на подписании Акта о капитуляции Японии на борту американского линкора «Миссури».
В декабре 1945 — ноябре 1947 начальник отдела оперативного управления Главного штаба, в ноябрь—декабрь 1948 в распоряжении Управления кадров ВМС.
В декабре 1948 — декабре 1950 — начальник штаба Беломорской флотилии, контр-адмирал (11 мая 1949 г.); в мае 1952 — мае 1953 — начальник штаба — 1-й заместитель командующего 7-м ВМФ.
Старший инспектор (май 1953 — июль 1954), заместитель адмирал-инспектора по подводным лодкам (июль 1954 — сентябрь 1956) инспекции по флоту, адмирал-инспектор (сентябрь — октябрь 1956) инспекции по подводным силам Главной инспекции МО. В октябрь 1956 — март 1961 начальник управления подводного плавания ВМФ. В марте 1961 — мае 1962 — заместитель главного редактора по атласу военно-морских баз Морского атласа, в мае 1962 — июле 1965 — начальник 3-й секции Морского технического комитета Главного штаба ВМФ.
В июле 1965 — сентябре 1972 — старший преподаватель кафедры оперативного искусства ВМФ Военной академии Генштаба.
С 1972 — в запасе по болезни. Урна с прахом захоронена в колумбарии на Ваганьковском кладбище.

## Научная деятельность
Кандидат военно-морских наук. Сочинения:
- Ударная сила флота. Изд. 2-е, переработ. и доп. М., 1977;
- Противолодочная оборона в современной войне. Сб. переводных статей / Под ред. А. И. Родионова. М., 1962;
- Локвуд А., Адамсон Г. Морские дьяволы / Пер. под ред., предисл. А. И. Родионова. М., 1958

## Награждён
- орденом Ленина (1954),
- двумя орденами Красного Знамени (1945, 1947),
- двумя орденами Красной Звезды (1943,1944),
- медалями.